# جون أي. كوري
جون أي. كوري (بالإنجليزية: John A. Kuri)‏ (16 فبراير 1945، لوس أنجلوس في الولايات المتحدة)؛ روائي أمريكي.

## روابط خارجية
- جون أي. كوري على موقع IMDb (الإنجليزية)
- جون أي. كوري على موقع قاعدة بيانات الفيلم (الإنجليزية)